# Racione
Racione war ein spanisches Volumenmaß. Als Getreidemaß galt es in Málaga und mit kleinem Unterschied auch in Cádiz  (0,2882 Liter). Diese Fanega ist gleich 0,97187 kastilischen Fanega. 
- 1 Racione = 0,281 Liter

Die Maßkette war
- 1 Fanega = 12 Celemines = 48 Cuartillos = 192 Racionca = 2719,25 Pariser Kubikzoll = 53,94 Liter